# BMW N47
BMW Con la sigla BMW N47 si intende una famiglia di motori diesel per utilizzo automobilistico prodotti dal 2007 al 2017 dalla casa automobilistica tedesca BMW.

## Caratteristiche

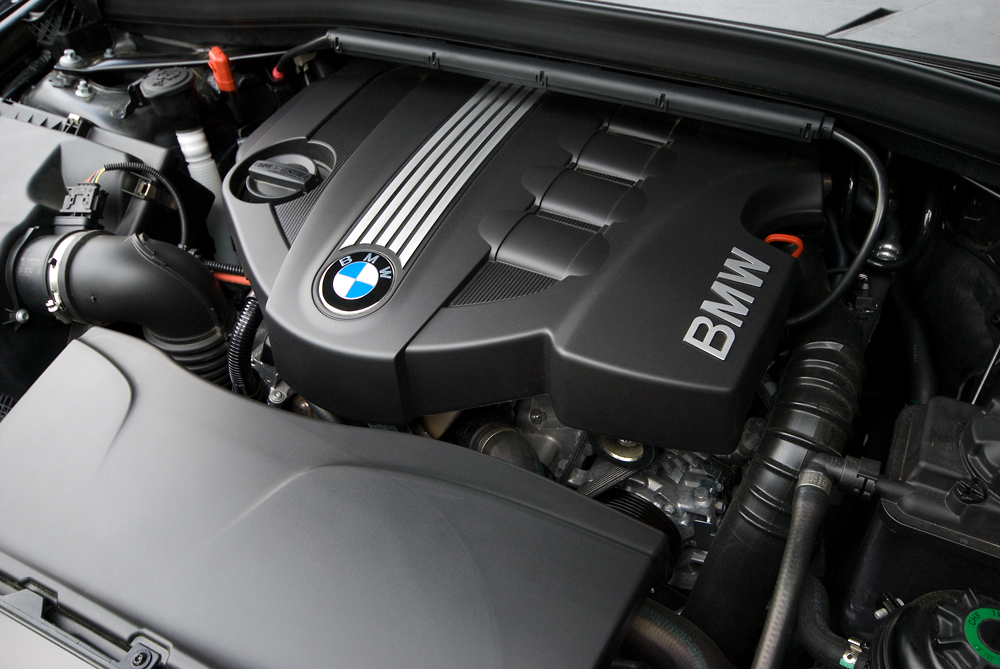
BMW N47 in versione N47D20

Si tratta di una famiglia di motori, suddivisibile in due livelli di cubatura, vale a dire da 1.6 e 2 litri. Quest'ultima è stata la prima versione a essere stata introdotta, nel 2007, mentre la versione da 1.6 litri è arrivata nell'autunno del 2010.
Di seguito vengono descritte le due versioni.

### N47D20
I motori N47 da 2 litri nascono come evoluzione dei motori M47TU2D20, dei quali mantengono alcune caratteristiche generali, come ad esempio:
- architettura a 4 cilindri in linea;
- alesaggio e corsa di 84x90 mm;
- cilindrata di 1995 cm³;
- testata in lega di alluminio;
- distribuzione a 4 valvole per cilindro.

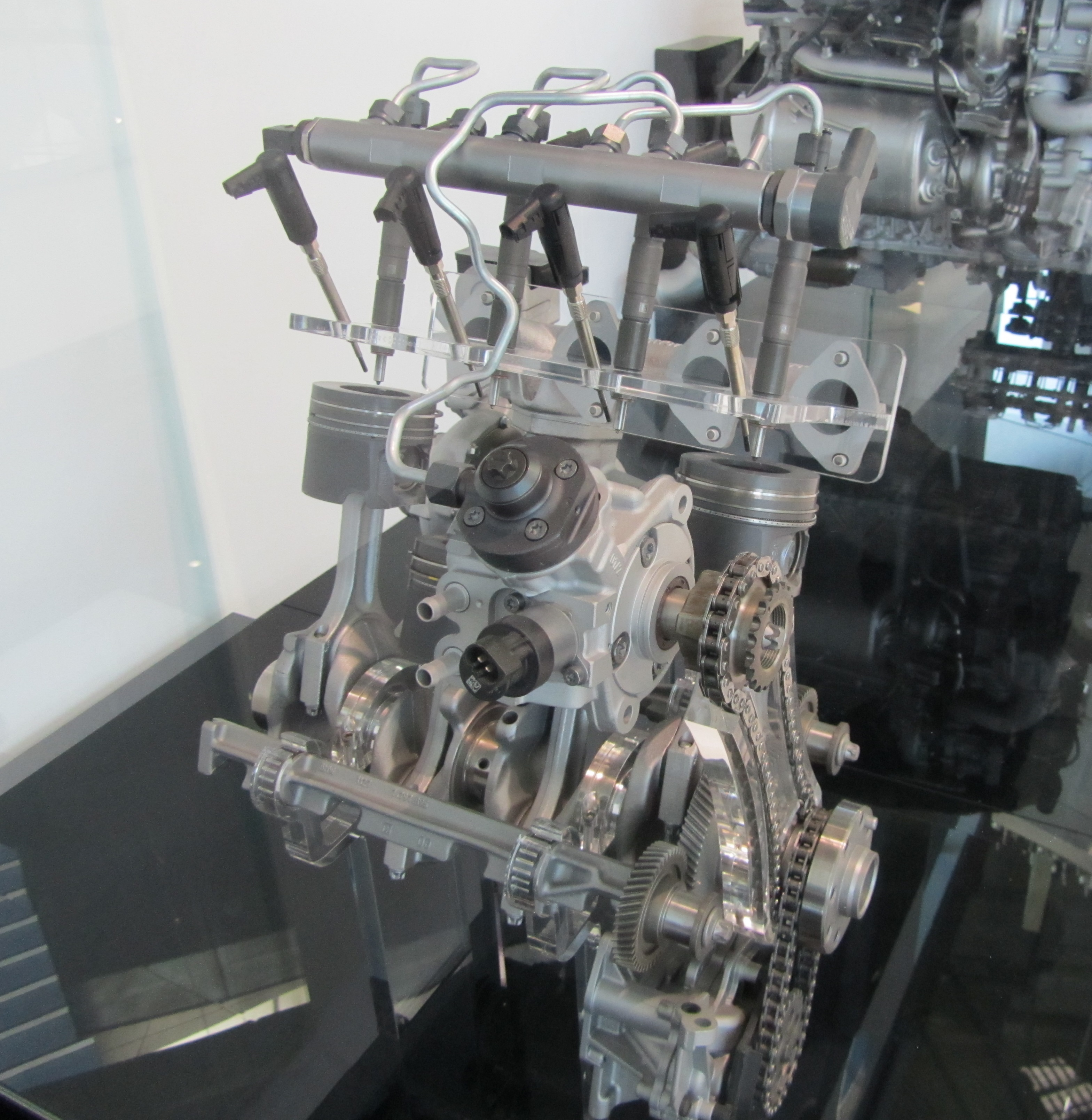
Vista a "nudo" di un motore 2.0 diesel N47D20

Rispetto agli M47, però, i motori N47 costituiscono un grosso passo avanti per la molteplicità delle innovazioni apportate.
Tra queste vi sono:
- monoblocco in lega di alluminio con canne riportate in ghisa;
- testata separabile in due parti;
- catena di distribuzione e della pompa gasolio sistemata posteriormente (lato trasmissione);
- nuova centralina elettronica Bosch DDE7;
- nuova pompa gasolio, anch'essa Bosch, ad altissima pressione (tra i 1600 e i 2000 bar);
- candelette di preriscaldamento di tipo ceramico;
- nuovi contralberi di equilibratura.

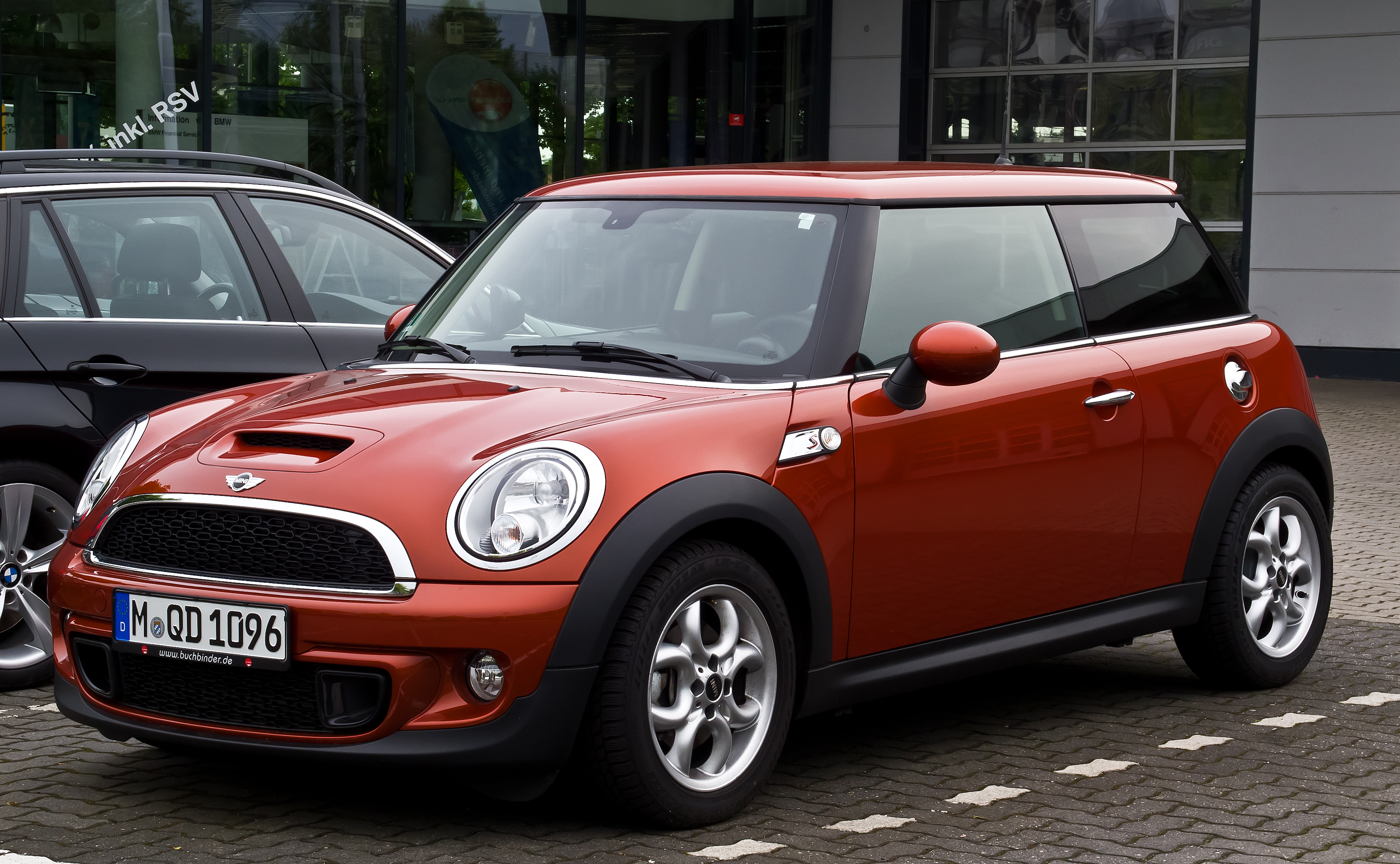
Il motore N47 da 143 CV è stato montato anche sulle Mini Cooper SD

La famiglia dei motori N47 si è diversificata col tempo in sei versioni, cinque delle quali rappresentano un'evoluzione delle corrispondenti versioni dei motori M47TU2D20, mentre la sesta, quella di punta, propone soluzioni inedite, pur condividendo la stessa base delle altre.

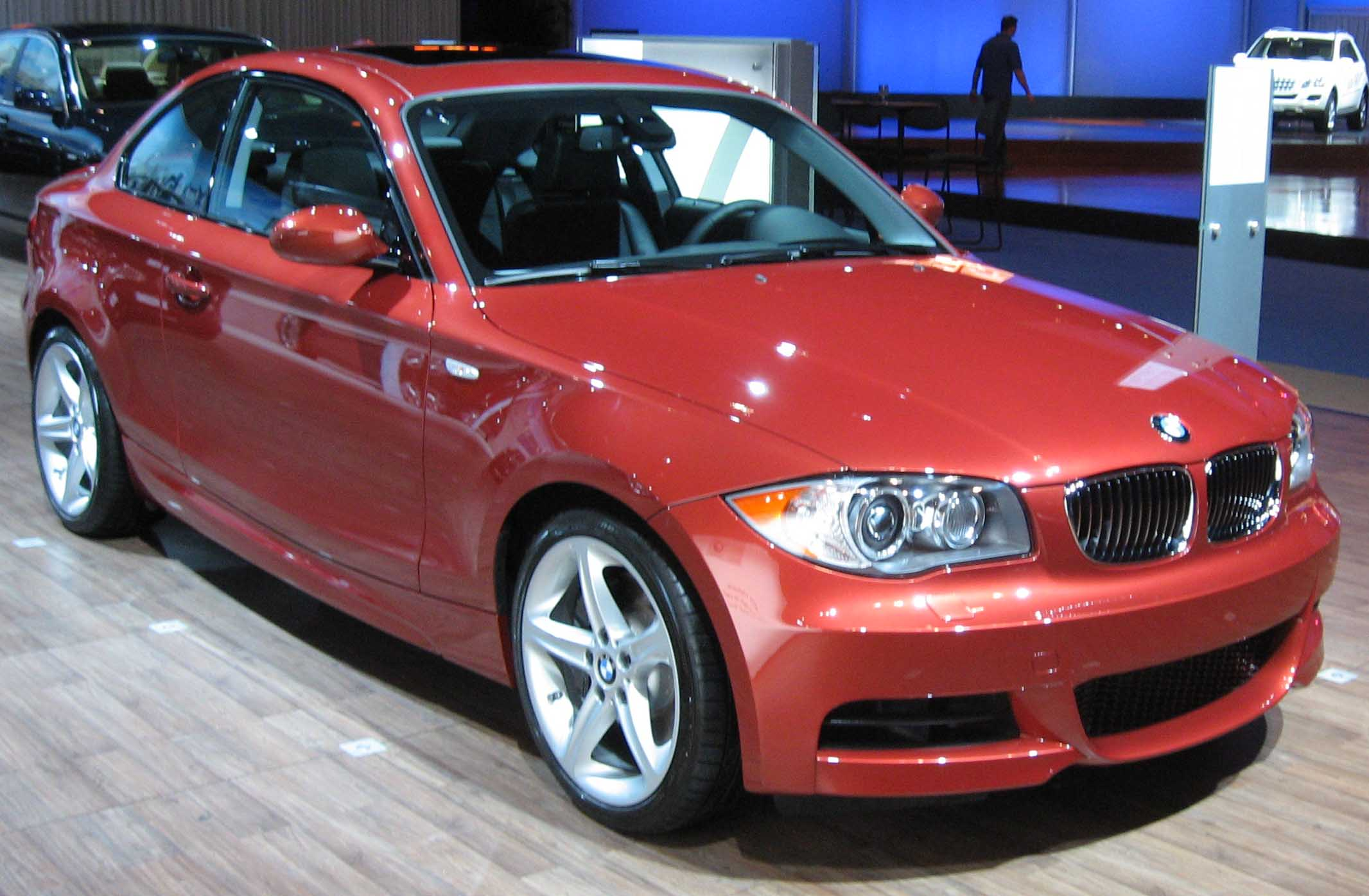
Le BMW 123d Coupé sono equipaggiate dal motore N47 da 204 CV

Ovviamente queste sei versioni sono caratterizzate da prestazioni differenti, ma tutte sono caratterizzate da un rapporto di compressione pari a 16.5:1. Escludendo le prime due versioni, meno raffinate, le rimanenti quattro versioni sono caratterizzate dal fatto di possedere iniettori di tipo piezoelettrico.
Particolarmente raffinata è la modernissima versione da 177 CV, introdotta per ultima, e che quindi unisce in sé il meglio dell'esperienza della Casa in fatto di ottimizzazione del rapporto prestazioni/consumi. La Casa tedesca dichiara emissioni e consumi inferiori a quelli dell'ibrida Toyota Prius seconda serie, a fronte di prestazioni decisamente superiori.

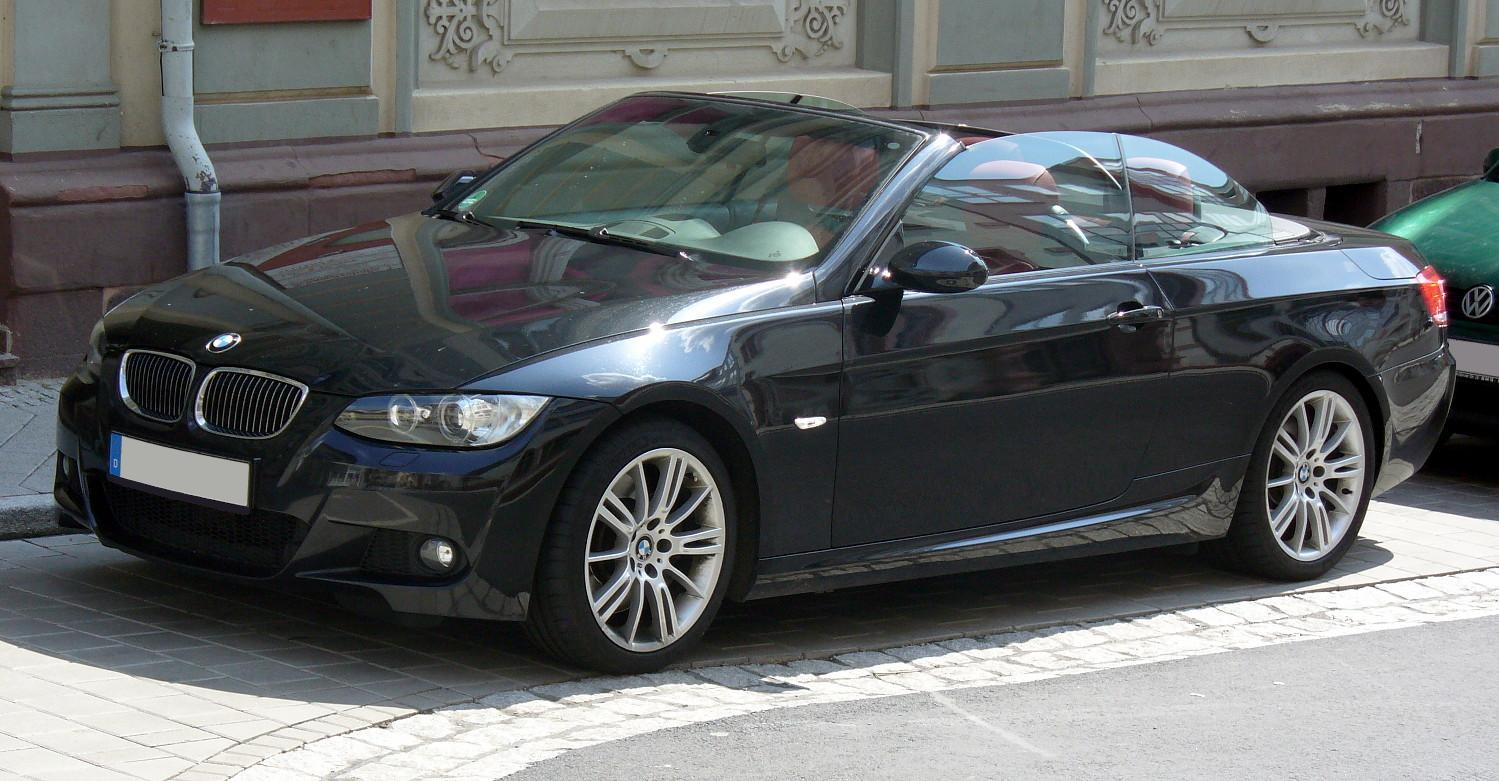
I motori N47 sono stati montati sulle Serie 3 Cabrio E93...

La versione veramente prestante è quella di punta, montata sulla 123d. Essa è stata introdotta alla fine del 2007. Tale versione rappresentò al suo lancio uno dei migliori motori diesel a livello mondiale per la sua raffinatezza, le sue eccezionali prestazioni, il suo consumo e le sue emissioni nocive ridotte.

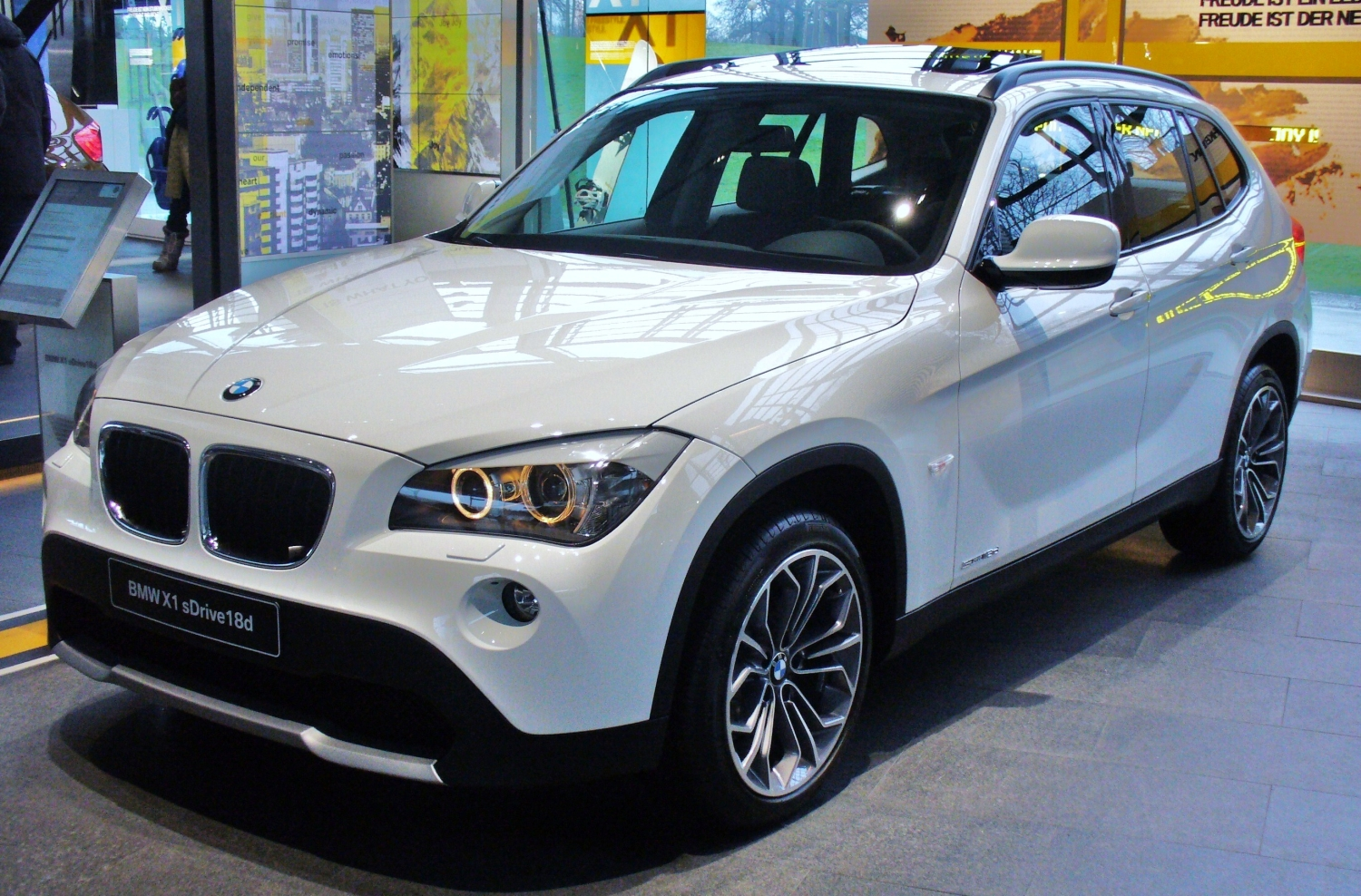
... sulla X1 sDrive18d...

Le qualità tecnologiche di questo motore sta nel turbocompressore biturbo del tipo bi-stadio, in pratica due turbocompressori, uno di dimensioni maggiori e l'altro di dimensioni minori. Quest'ultimo entra in funzione a bassi regimi, a quelli medi funzionano entrambi, mentre ad alti regimi funziona solo il turbocompressore di dimensioni maggiori. In questo modo si raggiungono prestazioni di altissimo livello riducendo il rischio di incorrere nel fenomeno del cosiddetto turbo-lag. La potenza massima è di ben 204 CV a 4400 giri/min. Questo motore ha superato, per la prima volta nella storia dei motori diesel, la barriera dei 100 CV/litro. Anche la coppia massima è notevole e raggiunge i 400 Nm a 2000 giri/min. 

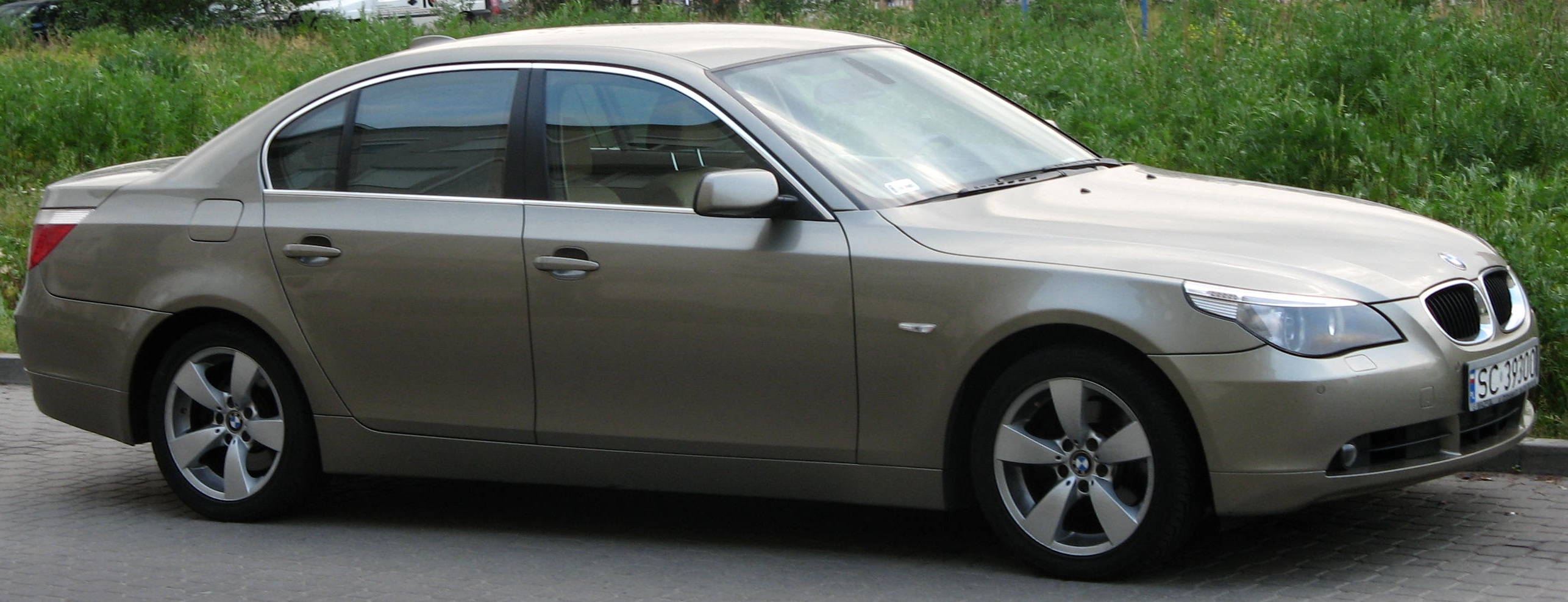
... e sulla serie 5 E60 ed E61.

Grazie a queste notevoli caratteristiche, la versione di punta del motore N47 si è aggiudicata il titolo assoluto all'"Engine of the Year Awards" del 2008.
A partire dal 2011, il motore N47 nella versione da 143 CV è stato montato anche sui modelli della gamma Mini, le cui versioni equipaggiate da tale motore sono contraddistinte dalla sigla SD. Successivamente, all'inizio dell'autunno dello stesso anno, è stata introdotta una nuova variante biturbo, ancora più performante di quella da 204 CV. La nuova variante, infatti, raggiunge 218 CV di potenza massima, e va a sostituire nella serie 5 F10/F11 nientemeno che un 3 litri turbodiesel, cioè l'N57 da 204 CV.
Di seguito vengono riportate le caratteristiche di ogni singola variante.
| Variante | Potenza CV/rpm | Coppia Nm/rpm  | Applicazioni                        | Anni di produzione |
| -------- | -------------- | -------------- | ----------------------------------- | ------------------ |
| 1.       | 116/4000       | 260/ 1750-2500 | BMW 116d E81/E87                    | 03/2009-06/2012    |
| 1.       | 116/4000       | 260/ 1750-2500 | BMW 316d E90/E91                    | 2009-12            |
| 1.       | 116/4000       | 260/ 1750-3000 | BMW 116d F20                        | 07/2011-02/2015    |
| 1.       | 116/4000       | 260/ 1750-3000 | BMW 316d F30/F31                    | 04/2012-05/2015    |
| 1.       | 116/4000       | 260/ 1750-3000 | BMW X1 sDrive16d                    | 06/2012-06/2015    |
| 2.       | 143/4000       | 300/ 1750-3000 | BMW 118d 3p/5p E81/E87              | 2007-12            |
| 2.       | 143/4000       | 300/ 1750-3000 | BMW 118d Coupé E82                  | 2009-13            |
| 2.       | 143/4000       | 300/ 1750-3000 | BMW 118d Cabrio E88                 | 2008-13            |
| 2.       | 143/4000       | 300/ 1750-3000 | BMW 318d E90/E91                    | 2007-10            |
| 2.       | 143/4000       | 300/ 1750-3000 | BMW X1 sDrive18d/xDrive18d          | 12/2009-06/2015    |
| 2.       | 143/4000       | 300/ 1750-3000 | BMW X3 xDrive18d E83                | 2009-10            |
| 2.       | 143/4000       | 300/ 1750-3000 | BMW X3 sDrive18d F25                | 2012-14            |
| 2.       | 143/4000       | 300/ 1750-3000 | Mini Cooper SD/Clubman SD/Cabrio SD | 03/2011-12/2013    |
| 2.       | 143/4000       | 300/ 1750-3000 | Mini Countryman Mk2 Cooper SD       | 03/2011-12/2016    |
| 2.       | 143/4000       | 300/ 1750-3000 | Mini Paceman Cooper D               | 11/2012-12/2016    |
| 2.       | 143/4000       | 300/ 1750-3000 | Mini Coupé e Roadster Cooper SD     | 11/2011-02/2015    |
| 2.       | 143/4000       | 320/ 1750-2500 | BMW 118d F20                        | 07/2011-02/2015    |
| 2.       | 143/4000       | 320/ 1750-2500 | BMW 218d F22                        | 04/2014-03/2015    |
| 2.       | 143/4000       | 320/ 1750-2500 | BMW 318d E90/E91                    | 2010-12            |
| 2.       | 143/4000       | 320/ 1750-2500 | BMW 318d F30/F31                    | 04/2012-05/2015    |
| 2.       | 143/4000       | 320/ 1750-2500 | BMW 318d GT F34                     | 04/2013-06/2015    |
| 2.       | 143/4000       | 360/ 1750-2500 | BMW 518d F10/F11                    | 07/2013-07/2014    |
| 3.       | 163/ 3500-4200 | 340/ 1750-3200 | BMW 320d EfficientDynamics E90      | 2010-11            |
| 3.       | 163/ 3500-4200 | 340/ 1750-3200 | BMW 320d EfficientDynamics E91      | 2010-12            |
| 3.       | 163/ 3500-4200 | 340/ 1750-3200 | BMW 320d EfficientDynamics F30/F31  | 02/2012-05/2015    |
| 4.       | 177/4000       | 350/ 1750-3000 | BMW 120d 3p/5p                      | 2007-12            |
| 4.       | 177/4000       | 350/ 1750-3000 | BMW 120d Coupé E82/Cabriolet E88    | 2008-13            |
| 4.       | 177/4000       | 350/ 1750-3000 | BMW 320d E90/E91/E92/E93            | 2007-10            |
| 4.       | 177/4000       | 350/ 1750-3000 | BMW 520d E60/E61                    | 2007-10            |
| 4.       | 177/4000       | 350/ 1750-3000 | BMW X1 sDrive20d/xDrive20d          | 10/2009-05/2012    |
| 4.       | 177/4000       | 350/ 1750-3000 | BMW X3 2.0d E83                     | 2007-10            |
| 5.       | 184/4000       | 380/ 1750-2750 | BMW 120d F20                        | 07/2011-02/2015    |
| 5.       | 184/4000       | 380/ 1750-2750 | BMW 120d xDrive F20                 | 06/2012-02/2015    |
| 5.       | 184/4000       | 380/ 1750-2750 | BMW 220d Coupé F22                  | 03/2014-02/2015    |
| 5.       | 184/4000       | 380/ 1750-2750 | BMW 320d E90                        | 2010-11            |
| 5.       | 184/4000       | 380/ 1750-2750 | BMW 320d E91/E92                    | 2010-12            |
| 5.       | 184/4000       | 380/ 1750-2750 | BMW 320d Cabrio E93                 | 2010-14            |
| 5.       | 184/4000       | 380/ 1750-2750 | BMW 320d F30/F31                    | 02/2012-05/2015    |
| 5.       | 184/4000       | 380/ 1750-2750 | BMW 320d GT F34                     | 04/2013-06/2015    |
| 5.       | 184/4000       | 380/ 1750-2750 | BMW 420d                            | 09/2013-02/2015    |
| 5.       | 184/4000       | 380/ 1750-2750 | BMW 520d F10/F11                    | 06/2010-06/2014    |
| 5.       | 184/4000       | 380/ 1750-2750 | BMW 520d xDrive F10/F11             | 07/2013-06/2014    |
| 5.       | 184/4000       | 380/ 1750-2750 | BMW 520d GT F07                     | 06/2012-05/2017    |
| 5.       | 184/4000       | 380/ 1750-2750 | BMW X1 sDrive20d / xDrive20d        | 06/2012-06/2015    |
| 5.       | 184/4000       | 380/ 1750-2750 | BMW X3 F25 2.0d                     | 11/2010-04/2014    |
| 6.       | 204/4400       | 400/2000       | BMW 123d 3p/5p/Coupé                | 2007-2013          |
| 6.       | 204/4400       | 400/2000       | BMW X1 xDrive23d                    | 10/2009-05/2012    |
| 7.       | 218/4400       | 450/ 1500-2500 | BMW 125d 3p/5p F20/F21              | 03/2012-02/2015    |
| 7.       | 218/4400       | 450/ 1500-2500 | BMW 225d F22                        | 04/2014-10/2015    |
| 7.       | 218/4400       | 450/ 1500-2500 | BMW 325d F30/F31                    | 03/2013-02/2016    |
| 7.       | 218/4400       | 450/ 1500-2500 | BMW 325d GT F34                     | 07/2013-06/2016    |
| 7.       | 218/4400       | 450/ 1500-2500 | BMW 425d                            | 03/2014-02/2016    |
| 7.       | 218/4400       | 450/ 1500-2500 | BMW 525d F10/F11                    | 10/2011-01/2017    |
| 7.       | 218/4400       | 450/ 1500-2500 | BMW X1 xDrive25d                    | 06/2012-06/2015    |
| 7.       | 218/4400       | 450/ 1500-2500 | BMW X5 F15 sDrive25d e xDrive25d    | 12/2013-07/2015    |

### N47C16

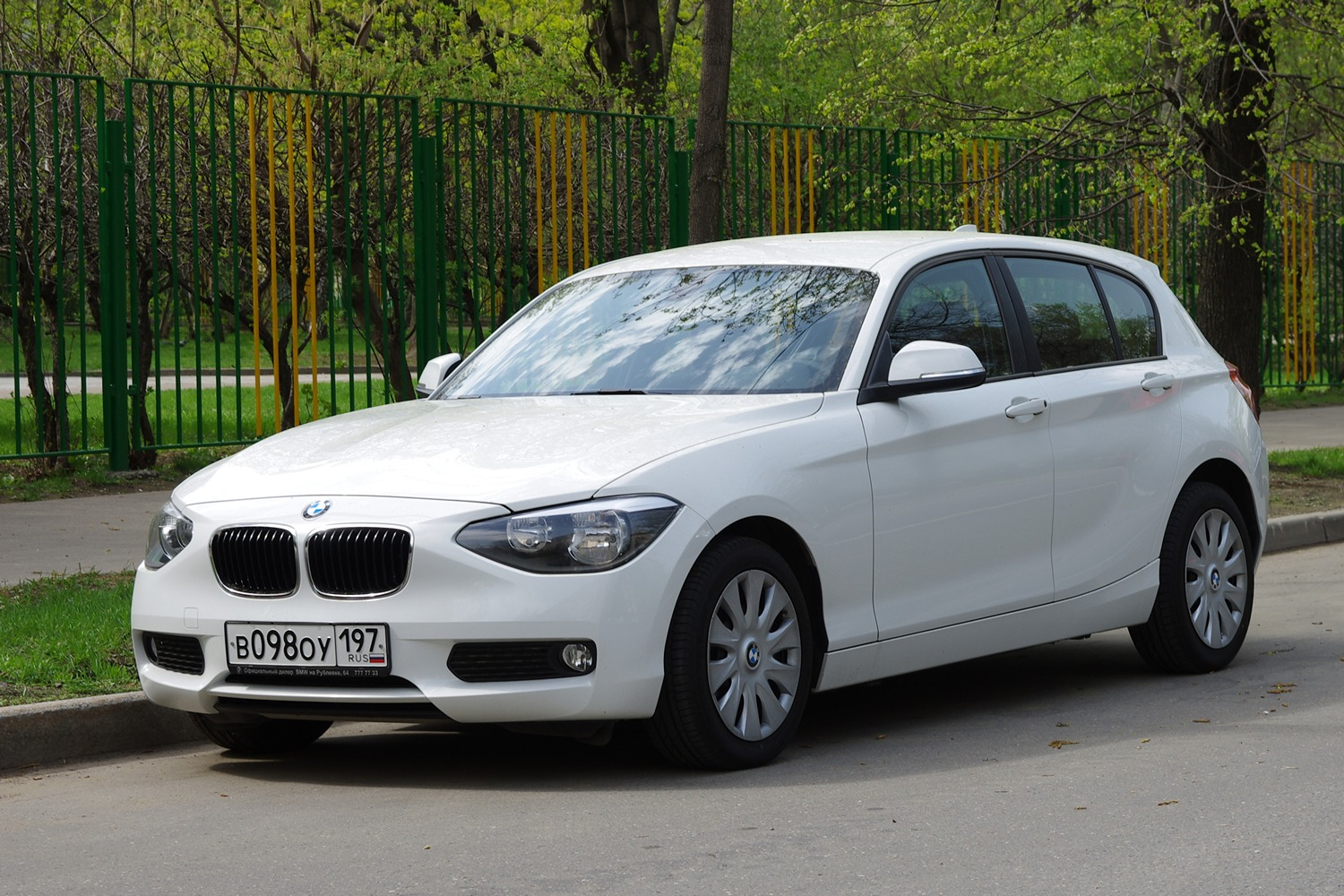
... nella seconda generazione della Serie 1...

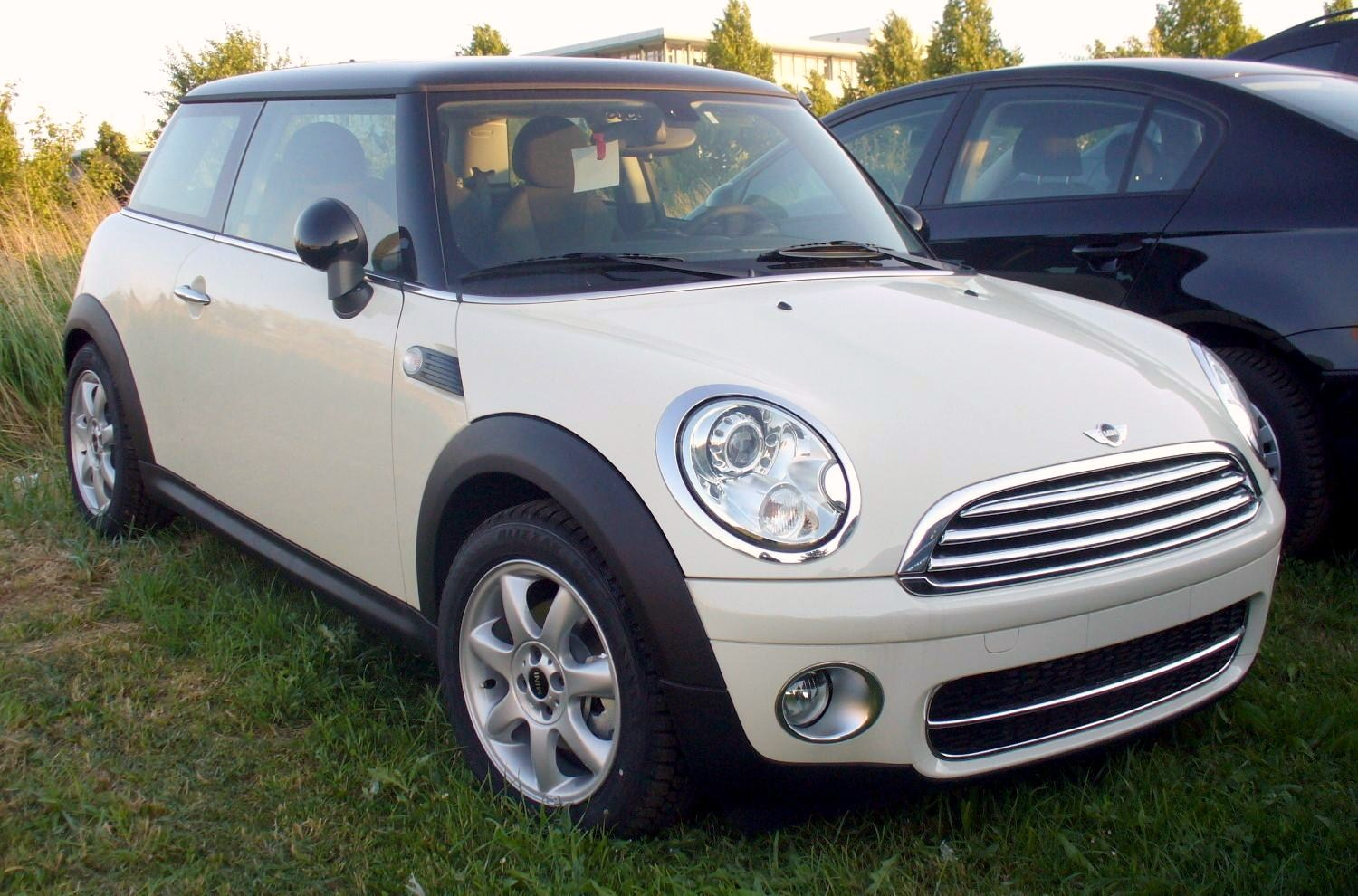
Il motore N47C16 è stato adottato nell'intera gamma Mini della seconda generazione...

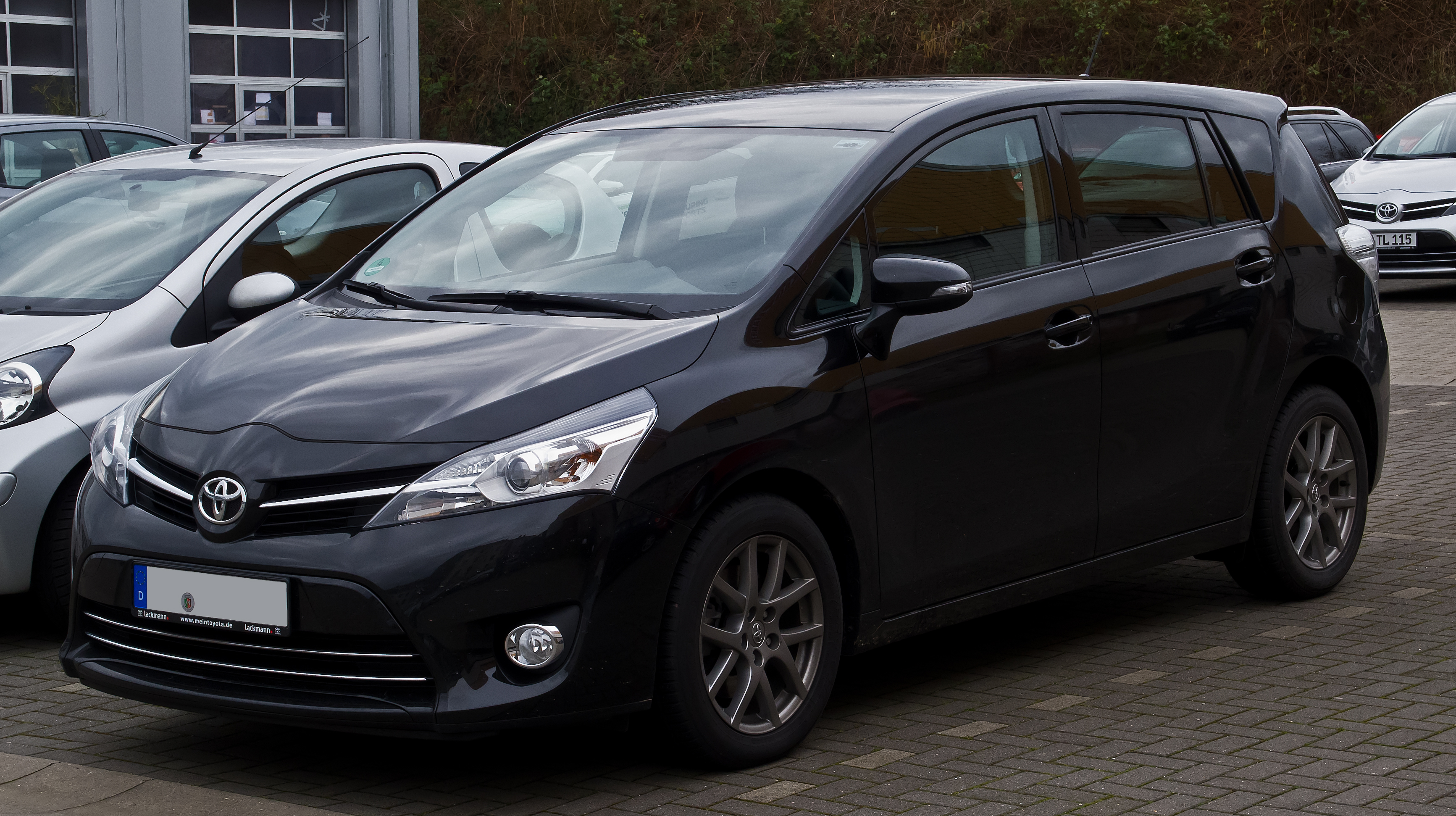
... e nella Toyota Verso dopo il restyling del 2013.

N47C16 è la sigla che identifica il motore N47 da 1.6 litri. Tale motore è stato annunciato nell'estate del 2010, ma sarebbe stato introdotto in via ufficiale solo qualche mese dopo. Le sue caratteristiche sono le seguenti:
- alesaggio e corsa: 78x83.6 mm;
- cilindrata: 1598 cm³;
- rapporto di compressione: 16.5:1.

A differenza del 2 litri N47 da cui deriva, il motore da 1.6 litri non è stato inizialmente impiegato su vetture BMW, ma su modelli della gamma Mini, in sostituzione del 1.6 DV di origine PSA-Ford a partire dal settembre 2010 con la presentazione del restyling della seconda generazione, chiamato LCI.
In seguito sono apparse le prime applicazioni BMW e infine è stato montato anche sotto il cofano di un modello della gamma Toyota, in virtù di un'alleanza stretta fra la casa di Monaco e il colosso nipponico per la condivisione di propulsori.
Di seguito viene mostrata la gamma delle applicazioni:
| Variante | Potenza CV/rpm | Coppia Nm/rpm | Applicazioni                             | Anni di produzione |
| -------- | -------------- | ------------- | ---------------------------------------- | ------------------ |
| N47C16K1 | 90/4000        | 215/1750-2500 | Mini Mk2 One D                           | 2010-13            |
| N47C16K1 | 90/4000        | 215/1750-2500 | Mini Clubman One D                       | 2010-14            |
| N47C16K1 | 90/4000        | 215/1750-2500 | Mini Cabrio Mk2 One D                    | 2010-15            |
| N47C16K1 | 90/4000        | 215/1750-2500 | Mini Countryman One D                    | 2010-16            |
| N47C16K1 | 95/4000        | 235/1500-2750 | BMW 114d F20                             | 09/2012-02/2015    |
| N47C16U1 | 111/4000       | 270/1750-2250 | Mini Mk2 Cooper D                        | 2010-13            |
| N47C16U1 | 111/4000       | 270/1750-2250 | Mini Clubman Cooper D                    | 2010-14            |
| N47C16U1 | 111/4000       | 270/1750-2250 | Mini Cabrio Mk2 Cooper D                 | 2010-15            |
| N47C16U1 | 111/4000       | 270/1750-2250 | Mini Countryman Cooper D / Cooper D All4 | 2010-16            |
| N47C16U1 | 111/4000       | 270/1750-2250 | Mini Paceman Cooper D                    | 11/2012-12/2016    |
| N47C16U1 | 111/4000       | 270/1750-2250 | BMW 116d EfficientDynamics F20           | 03/2012-02/2015    |
| N47C16U1 | 111/4000       | 270/1750-2250 | Toyota Auris Mk2 1.6 D-4D                | dal 04/2015        |
| N47C16U1 | 111/4000       | 270/1750-2250 | Toyota Avensis Mk3 1.6 D-4D              | dal 06/2015        |
| N47C16U1 | 111/4000       | 270/1750-2250 | Toyota Verso 1.6 D-4D                    | dal 03/2014        |

## Problemi alla catena di distribuzione
La famiglia di motori N47 è risultata incline alla rottura della catena di distribuzione, soprattutto nelle sue prime versioni e precisamente nella variante N47D20A, a causa di un'errata progettazione del pignone primario calettato sull'albero motore e la cui identificazione come sorgente del problema non si rivelerà risolutiva, in quanto interessante altri componenti meccanici connessi al pignone stesso, dove BMW, per i motori prodotti dal 01/03/2007 al 01/05/2009, interveniva sostituendo anche i cuscinetti dell'albero motore. 
Se, dopo aver effettuato l'intervento sulla catena di distribuzione (o meglio, le catene, in quanto più di una), lo sfarfallio metallico proveniente dalla distribuzione posta sul retro del motore si ripresentava, allora diventava necessaria la sostituzione dell'albero motore con nuovi componenti in produzione dal 01/05/2009, avvertendo che il problema poteva comunque ripresentarsi in quanto il pignone intermedio e gli alberi di bilanciamento erano non sufficientemente adatti. 
Per i motori prodotti dal 01/05/2009 al 03/01/2011 l'intervento sull'albero motore non era più previsto. La rottura della catena di distribuzione può richiedere fino alla sostituzione dell'intero motore, a seconda della gravità dei danni causati. 
La questione coinvolge tutte le applicazioni e le varianti di potenza dal 2007 fino al termine di produzione, comprensiva dei modelli di auto più recenti (F10, F20, F30, F07 fino al maggio 2017), in quanto ancora equipaggiati con N47, anche se dal 2015 BMW ha cominciato a installare il nuovo propulsore B47 che è andato a sostituire tutti gli N47, solitamente in coincidenza con il facelift o restyling della vettura in oggetto.
Successivamente agli interventi effettuati tra marzo 2007 e settembre 2013, per i quali nel corso degli anni è stata cambiata 3 volte la progettazione dell'albero motore modificandone i gomiti, BMW ha cambiato 7 volte i contralberi di equilibratura e 3 volte i tendicatena. BMW non ha mai emesso alcun richiamo ufficiale ma, conscia del problema, laddove ha già operato in produzione con modifiche su pignone primario, albero motore, contralberi di equilibratura e tendicatena, interviene in regime di correntezza commerciale verso la clientela coinvolta dal problema fin dal 2012 tramite PuMA (Problem und Mebnahmenmanagement Aftersales), seguita da PuMA 43863106-16 (emesso il 12-09-2013) e PuMA 0011540300 (emesso il 15-01-2015). Si tratta nello specifico caso del database interno di BMW non accessibile da rete web, rivolto esclusivamente alla sua rete assistenziale, che dà le indicazioni quadro alla rete di officine e concessionari del marchio sui controlli da effettuare, su richiesta dei clienti, sulle serie di produzione interessate dal problema e la relativa tipologia di lavori da eseguire in caso il problema fosse stato riscontrato. Il PuMa su N47 e catena distribuzione verrà aggiornato fino al 2015, successivamente non ci saranno ulteriori aggiornamenti e il propulsore N47 verrà definitivamente mandato in pensione nel maggio 2017.

Ad oggi, non esistono statistiche ufficiali circa la reale difettosità riscontrata sul propulsore N47 e non esiste un vero e proprio richiamo ufficiale da parte di BMW che, comunque, interviene sulle vetture interessate dal problema partecipando parzialmente o totalmente alla spesa prevista per l'intervento di manutenzione sulla distribuzione. In ogni caso, il costo del singolo intervento è variabile da caso a caso, mentre la valutazione della relativa quota parte riconosciuta da BMW è comunque soggetta a ispezione da parte dei service autorizzati BMW e, su proposta di questi ultimi, ad approvazione finale da parte della casa madre.